# Dsoraget
Der Dsoraget (armenisch Ձորագետ) ist ein Fluss in der Provinz Lori im Norden Armeniens.
Er entspringt in rund 2200 m Höhe im Bazum-Gebirge, fließt in der Gegend um Stepanawan durch bis zu 200 Meter tiefe Schluchten und vereinigt sich nach 67 Kilometern beim Dorf Dsoragjugh mit dem von rechts kommenden Pambak zum Debed, einen Zufluss der Kura.
Der Dsoraget wird als Kajakgewässer genutzt.